# Intrepid Davy
Intrepid Davy è un cortometraggio muto del 1911. Il nome del regista non viene riportato nei credit del film che aveva come interpreti principali la coppia comica formata da John Bunny e Flora Finch.

## Produzione
Il film fu prodotto dalla Vitagraph Company of America.

## Distribuzione
Distribuito dalla General Film Company, il film - un cortometraggio in una bobina - uscì nelle sale cinematografiche statunitensi il 7 agosto 1911.